# ヌマンティア戦争

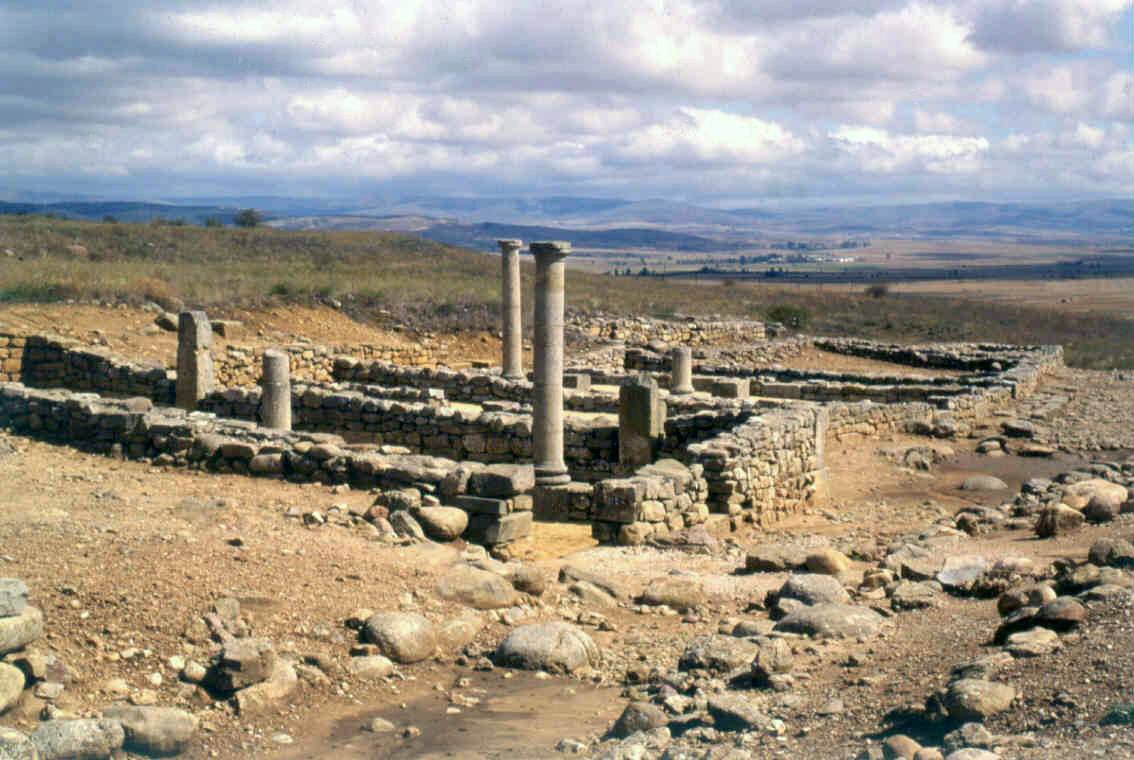
ヌマンティアの遺構

ヌマンティア戦争（ヌマンティアせんそう、ラテン語: Bellum Numantinum）は、ヒスパニア内陸のケルティベリア人が、紀元前153年から紀元前133年まで共和政ローマと戦った戦争である。この戦争の結果、ケルティベリア人の抵抗拠点となったヌマンティアが破壊され、ローマの支配が浸透した。第二次ケルティベリア戦争とも言う。この戦争の期間中、ヒスパニアの西側ではルシタニア戦争が続いていた。

## 開戦まで

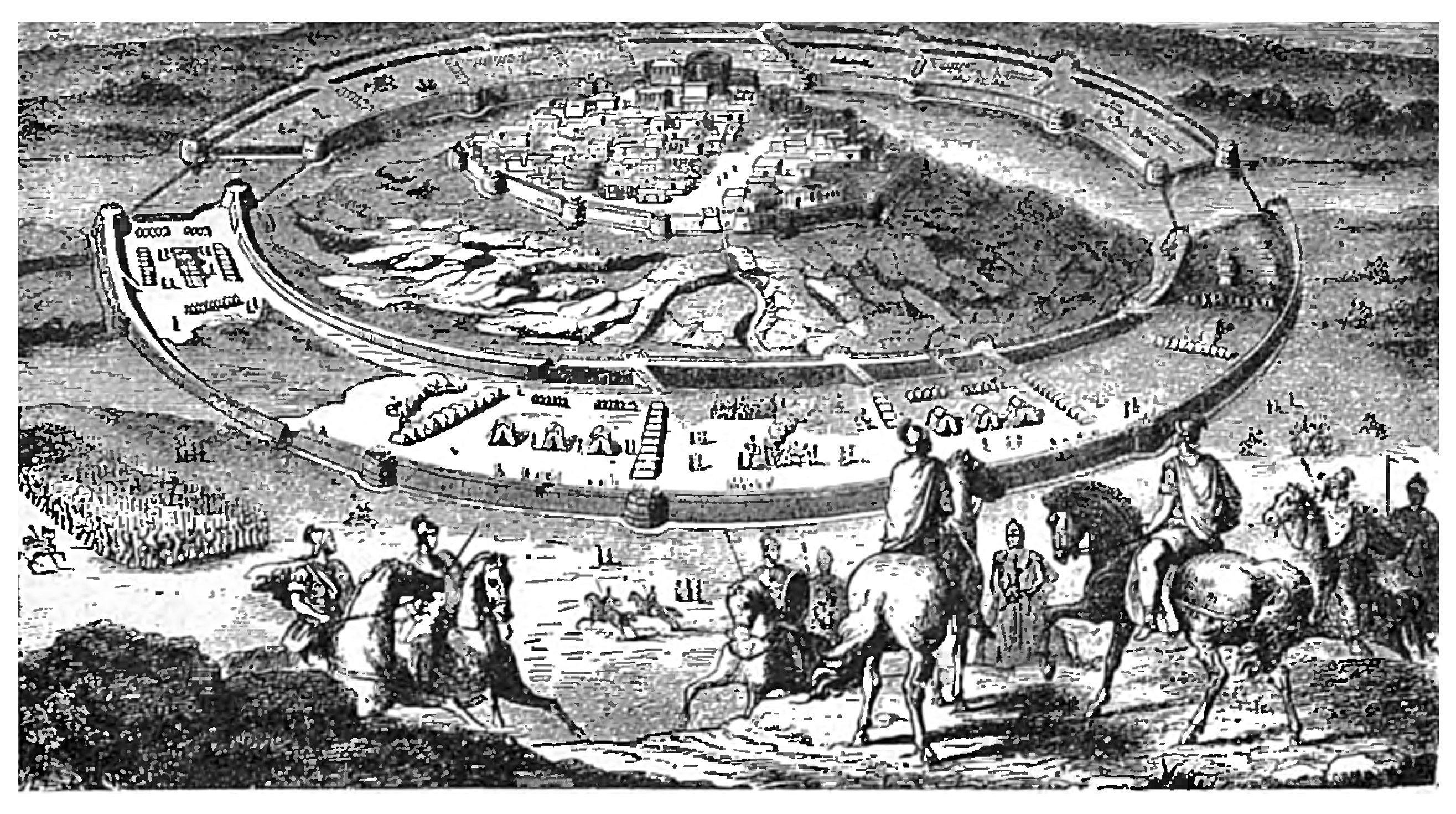
ヌマンティア戦争

ケルティベリア人は、ローマによって城壁都市を築くことを禁止されていた。その頃に強大化したセゲダが周辺の町を圧迫し、町に城壁を築きはじめると、ローマは前の条約を理由にこれを制止しようとした。セゲダは禁止されたのは新規の町の建設であって旧市の城壁ではないと答えた。ローマは兵力を派遣し、セゲダに貢納と兵力供出を求めた。セゲダはこれに対しては現在そのような義務は負っていないと答えた。ローマは第一次ケルティベリア戦争の後に課した貢納と兵力提供の義務を免除したが、それは「ローマに忠実である場合にかぎり」という但し書きがついていた。そのことを理由に、ローマはセゲダの攻撃に向かった。

## 戦争の経過

### ノビリオルの戦役（前153年）
紀元前153年に、ローマはクィントゥス・フルウィウス・ノビリオルの指揮のもとに約3万の兵力をヒスパニアに送った。セゲダの城壁はまだ完成していなかったため、セゲダ人は町を引き払って同じケルティベリア人であるアレワキ人のもとに逃げた。アレワキ人は同盟を承諾し、カルスを将軍に選んだ。
将軍選出の三日後に、カルスは2万の歩兵と5千の騎兵をもって待ち伏せを行ない、行軍中のローマ軍を攻撃して破った。追撃中のカルスは、補給部隊を護衛していたローマ騎兵と遭遇し、戦死した。その当夜、アレワキ人はヌマンティアに集まってアンボとレウコを将軍に選んだ。
三日後にノビリオルはヌマンティアのそばに到着した。ヌミディア王マシニッサは、ローマを援けるために300の騎兵と10の象を送ってよこした。ノビリオルは象で町を攻めようとしたが、負傷した象が暴走して味方を攻撃し、混乱したところをケルティベリア軍に攻撃されて敗走した。
ノビリオルは騎兵将校ビエシウスを派遣して周辺の友好部族から騎兵を集めさせたが、ビエシウスも待ち伏せされて戦死した。相次ぐ敗報に、ローマの補給倉庫があったオキリスの町がケルティベリアについて反乱した。ノビリオルは行動継続を断念して冬営したが、物資の不足で多数の犠牲を出した。

### マルケッルスの戦役（前152年）
翌前152年に、ローマの指揮官はマルクス・クラウディウス・マルケッルスに交代した。マルケッルスは、ケルティベリア軍の待ち伏せ攻撃を退け、オキリス攻囲の陣を張った。オキリスは戦闘が始まる前に降伏した。
オキリスの寛容な扱いを聞いたネルゴブリゲ人は、マルケッルスに和議を申し入れたが、交渉中に一部のネルゴブリゲ人がローマ軍の補給隊を襲撃した。マルケッルスは和平派のネルゴブリゲ人を捕らえて鎖につないだ。和平派は事件について釈明したが、マルケッルスのもとには、ローマに忠実な部族がおり、彼らはネルゴブリゲ人と争っていたため、和平を望まなかった。マルケッルスは両派のヒスパニア人使節をローマに送った。ローマの元老院は戦争継続を決定した。
司令官交代までの間に、マルケッルスはヌマンティア近郊まで進軍して、ケルティベリア人と講和した。

### ルクッルスの戦役（前151年）
前151年に、執政官ルキウス・リキニウス・ルクッルスがヒスパニアに着任してマルケッルスに代わった。副官にスキピオ・アエミリアヌスを伴ったルクッルスは戦争の継続を望み、直前の戦争と無関係のワッカエイ人の土地に侵入した。ルクッルスはカウカに攻撃をしかけ、講和を求めたカウカに対し、町の中に兵士を駐屯させることを要求して認められた。ルクッルスは兵士をカウカに入れると、和約を破って市民のほとんどを殺し、町を略奪した。
次いでルクッルスはインテルカティアの町を攻撃した。インテルカティアは長く抵抗し、壁が破壊されてもローマ軍を撃退した。食糧が不足したため、ルクッルスはインテルカティアから物資の供給を受けるという条件で和議を結んだ。その後ローマ軍はパランティアを攻撃したが、得るものなく帰還した。

### メテッルスの戦役（前143年）
ケルティベリア人はこうして独立を保持したが、ローマ領に侵入することはなかった。前143年に、クィントゥス・カエキリウス・メテッルス・マケドニクスがローマ軍を率いて突如ケルティベリアに侵入すると、アレワキ人はやむなくローマに従った。残る有力都市は、ヌマンティアとテルマンティアであった。

### ポンペイウスの戦役と講和交渉（前141年 - 前140年）
メテッルスに代わったクィントゥス・ポンペイウスは、ヌマンティア付近に陣営を張った。ヌマンティア軍はローマ軍と小競り合いを起こして悩ませた。ポンペイウスはヌマンティア攻略をあきらめて、テルマンティアに向かった。しかし、テルマンティアでも敗れて引き下がった。ポンペイウスはマリアという小さな町を降し、セゲタニアにいた盗賊を攻めて勝った。
ポンペイウスは、前140年に再びヌマンティア攻囲に戻った。彼は川の付け替え工事をしてヌマンティアを飢えさせようとしたが、ヌマンティア人はたびたび出撃して工事を妨害し、ローマ軍を攻撃しては損害を与えた。消耗したポンペイウスはヌマンティアと和平交渉を行なった。

### ポピッリウスの戦役（前139年）
前139年には、マルクス・ポピッリウス・ラエナスがポンペイウスに代わって指揮権をとった。ポンペイウスの和平交渉は元老院に却下された。ポピッリウスはルソネス人を攻撃したが、何も達成するなく帰還した。

### マンキヌスの戦役（前137年）
後任のガイウス・ホスティリウス・マンキヌスは、前137年にティベリウス・グラックスらを従えてヌマンティア攻略に向かったが連戦連敗を喫した。マンキヌスは陣営を撤収させようとしたが、これに気付いたヌマンティア軍はマンキヌスの軍を撃破し、町の近くで包囲した。マンキヌスはヌマンティアとローマを対等にする条件で和約を結び、引き上げた。
ローマ元老院はこの和約に怒り、同僚の執政官マルクス・アエミリウス・レピドゥス・ポルキナを派遣してマンキヌスに替わらせた。

### アエミリウスの戦役（前136年）
アエミリウスは元老院の命令に反し、ワッカエイ人に口実をもうけて攻撃をしかけた。ワッカエイの中心都市パランティアは、ローマ軍の攻囲に耐えぬいた。ローマ軍は食糧がつきて撤退し、追撃されて損害を出した。

### ピソの戦役（前135年）
マンキヌスとヌマンティアの和約を審議した元老院は和約を破棄し、かわりにマンキヌスをヌマンティアに引き渡すことを決めた。ヌマンティア人は引き取りを断った。
ローマの司令官はクィントゥス・カルプルニウス・ピソとなり、ヌマンティアとの戦争を継続することになった。しかしピソはヌマンティアに対して軍事行動を起こさなかった。パランティア近郊を略奪し、その後はカルペタニに軍を留めて任期を終了した。

### スキピオの戦役（前134年 - 前133年）

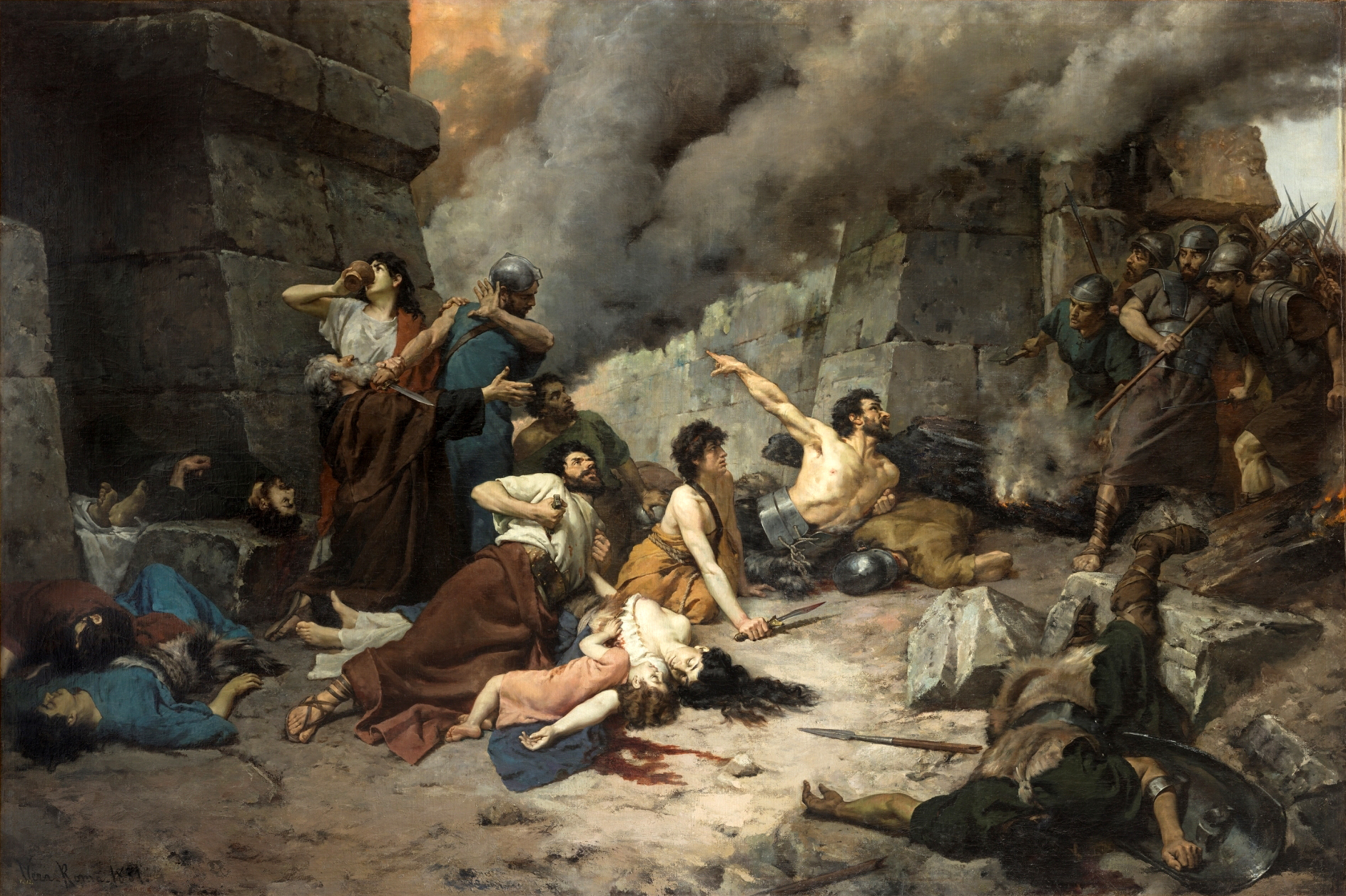
ヌマンティア戦争

最初の戦いから20年近くたった前134年に、前151年にも副司令官として参戦していたスキピオ・アエミリアヌスがピソの後任の司令官となった。スキピオは従属国の派遣部隊と庇護民と友人で友人部隊という私兵を作り、ヒスパニアに駐屯する正規のローマ軍への増援とし、軍の訓練をやり直してから遠征に乗り出した。参加者には後に軍人として名を挙げたガイウス・マリウスもいた。
スキピオはヌマンティアの近くに陣営を置き、付近の野に種をまいて穀物を収穫した。それから略奪遠征に乗り出し、ヌマンティア近郊とワッカエイ人の土地を荒らして食糧不足に陥れようとした。スキピオは遠征軍をもってパランティア人の待ち伏せをやり過ごし、ルクッルスが騙し討ちにしたカウカエイ人と和を結んでから、陣営に帰り、冬営に入った。冬営中に、ヌミディアからユグルタが12頭の象と弓兵と投石兵を率いて援軍に来た。スキピオは冬の間も略奪遠征を繰り返した。
翌年に、スキピオはヌマンティアのそばに軍を進めた。スキピオは軍を二つに分けて陣営をもってヌマンティア市をはさみ、さらに砦を作って包囲の形をとり、市を完全に包み込む城壁を築きはじめた。ヌマンティア人はしばしば出撃して工事を妨害しようとしたが、その都度陣営からローマ軍が駆けつけて撃退した。ヌマンティアを流れる川の通行を封じるために、川を横切って縄を差し渡し、その縄から剣を植えた丸太をぶら下げた。こうしてスキピオはヌマンティア人を兵糧攻めにした。
ヌマンティア人は出撃の度に撃退されて窮乏した。ヌマンティアの勇士レトゲネスと彼の五人の友は、五人の奴隷の助けで城壁に上り、門を制圧して攻囲から抜け出した。レトゲネスらは周辺の諸部族に援軍を求めたが、応じるものはなかった。反対に、多くの部族がスキピオの号令に従って攻囲軍に援軍を派遣した。
ヌマンティア人は食糧が尽きて降伏した。スキピオはヌマンティア人を奴隷にして売り払い、町を完全に破壊した。
はるか後に、考古学者はヌマンティア市と攻囲軍の陣営や城壁を発掘した。

## 戦争の性格
ヌマンティア戦争は、20年間もの間、ローマの侵攻とそれに対するケルティベリア人の抗戦という形で続いた。アッピアノスの記述にみるかぎり、ケルティベリア人に対するローマの侵略と撃退という展開がえんえんと繰り返されていた。
ローマに確固たる戦争目的はなかった。ケルティベリア人はおおよそローマの優越性を承認しており、ローマもそれ以上のことを要求していなかったのだから、戦争の原因は両者の要求の齟齬ではない。アッピアノスが言うように、現地の司令官や、本国ローマの世論の栄光と略奪への欲望が、戦争の主要な動機であったと考えられる。
ローマは度々敗れたが、戦争の長期化で疲弊したのは戦場になったケルティベリアであり、大国ローマの損耗は相対的に小さかった。ヌマンティア破壊は、目的なき戦争にのめりこんだローマが、自国の勝利として戦争の終結を世論に納得させる場面として設けたという見方ができるかもしれない。